# Turdus xanthorhynchus
Turdus xanthorhynchus е вид птица от семейство Turdidae. Видът е критично застрашен от изчезване.

## Разпространение
Видът е разпространен в Сао Томе и Принсипи.